# Billy Six
Pour les articles homonymes, voir Six (homonymie).

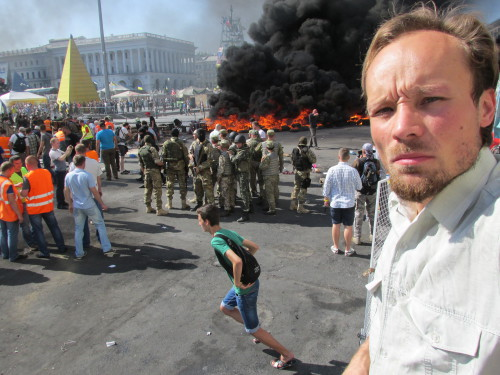
Billy Six, 2014

Billy Six est un journaliste, documentariste, blogueur et militant d'extrême droite allemand né le 24 décembre 1986.
En 2011, Six commence à effectuer des reportages pour le journal allemand Junge Freiheit en Égypte. Ensuite, il se rend dans plusieurs régions frappées par des conflits dont la Libye, la Syrie, le Liban, et l'Ukraine. Alors qu'il travaille pour Junge Freiheit, il est arrêté en Syrie par l'armée de Bachar el-Assad en décembre 2012 et détenu près de 12 semaines. Le 17 novembre 2018, il est arrêté par les services secrets vénézuéliens et libéré le 15 mars 2019. 

## Biographie

### Jeunesse
Billy Six est né en 1986 à Berlin-Est. Il commence sa carrière en tant qu'administrateur d'entreprise et membre du parlement local de Neuenhagen après avoir obtenu son diplôme d'études secondaires en 2006. Il commence ensuite sa carrière de journaliste dans des journaux locaux. Il a voyagé dans plus de 70 pays. Il est proche du parti d'extrême droite AfD. 

### Carrière de journaliste
Six a écrit pour plusieurs journaux et divers magazines imprimés, dont D Magazine, Junge Freiheit, ésotérique, conspiration Magazin Raum & Zeit, Globetrotter, et Preußische Allgemeine. Il travaille pour des médias classés à droite. 
De mars à septembre 2011, il est reporter de guerre en Libye, puis d'août à décembre 2012, en Syrie.  
Six travaille environ un an en Ukraine, pour couvrir le conflit et l'incident du vol Malaysia Airlines 17 (MH17). Il est interviewé par la BBC dans le documentaire Conspiracy Files : Who Shot Down MH17 (mai 2016).  
Six couvre également la crise des réfugiés en Europe. Il effectue ses recherches dans la zone frontalière entre la Grèce et la Macédoine, à la gare principale de Budapest et au passage frontalier de Freilassing en Allemagne. Il voyage avec des réfugiés pendant un mois; ses reportages sont publiés par Junge Freiheit TV : The Refugee Deception.  

### Arrestation en Syrie
Ayant entendu plusieurs versions différentes du massacre de Tremseh de 2012, Billy Six décide de se rendre sur place. En décembre 2012, il passe donc en Syrie via la Turquie.
Sur son trajet vers Tremseh, le 13 décembre, Six est arrêté à un check-point du régime, avec son traducteur. Il est accusé d'entrée illégale et de terrorisme par le régime syrien. Billy Six est détenu 12 jours à la prison militaire de Hama puis est transféré dans la branche Palestine, à Damas, où il est détenu durant plusieurs semaines, principalement à l'isolement, et n'est pas torturé, contrairement aux détenus syriens. Pendant cette période, les autorités syriennes nient sa détention. Les officiers syriens se disent membres de Jabhat al-Nusra et Six ne sait pas où il se trouve. Il écrit son identité sur le mur d'une cellule et c'est une détenue syrienne, Khitam Benian, libérée peu après avoir lu ce message, qui permet d'informer les autorités allemandes. Après environ 12 semaines de détention, sa libération est annoncée par le vice-ministre syrien des Affaires étrangères Fayçal al-Meqdad et l'ambassadeur de Russie à Damas lors d'une conférence de presse en mars 2013,.

### Arrestation au Venezuela
Le 17 novembre 2018, Billy Six est arrêté par les services secrets vénézuéliens DGCIM dans une auberge de Villa Marina (es), ville balnéaire de la municipalité de Los Taques, près de Punto Fijo, et est détenu à la prison de renseignement du SEBIN, l'Helicoïde de Caracas.  
Le 18 novembre 2018, il est informé qu'il devrait être inculpé d'« espionnage », de « rébellion » et de « violation de zones de sécurité » par un tribunal militaire. Sa famille rejette ces allégations et affirme qu'elles sont sans fondement. 
Billy Six se voit refuser tout contact avec un avocat, l'ambassade d'Allemagne ou sa famille pendant sa détention. L'ambassade d'Allemagne à Caracas tente en vain d'obtenir un permis de visite et ne confirme l'arrestation de Billy Six qu'oralement. Sur une page Facebook, ses parents écrivent que Billy Six a contracté la dengue avant son emprisonnement et qu'on lui refuse des médicaments. Le 13 décembre 2018, Billy Six entame une grève de la faim,. 
Reporters sans frontières estime les allégations à son encontre n'étaient pas prouvées et demande sa libération.  
Le 16 mars 2019, Billy Six est autorisé à quitter le pays, mais soumis à des conditions : il doit se présenter aux autorités tous les 15 jours et n'est pas autorisé à parler de l'affaire aux médias,. Le 18 mars 2019, il atterrit à Berlin.   

### Pandémie de Covid-19
Au printemps 2020, Billy Six affirme avoir filmé des hôpitaux vides mais sa vidéo est trompeuse et source de désinformation.   

## Publications
- Das grüne Irrlicht (à propos de l'homme politique allemand Hans-Christian Ströbele) (2012)
- Marsch ins Ungewisse (sur la Syrie) (2014)
- Schuldig im Namur der Asyl-Industrie (2016)